# Sauðdalstindur
Sauðdalstindur är en bergstopp i republiken Island. Den ligger i regionen Austurland, 400 km öster om huvudstaden Reykjavík. Toppen på Sauðdalstindur är 1 115 meter över havet.
Närmaste större samhälle är Djúpivogur, omkring 10 kilometer sydost om Sauðdalstindur. Trakten runt Sauðdalstindur består i huvudsak av gräsmarker.